# Machine Translation Marathon
Der Machine Translation Marathon (abgekürzt MTM oder MT Marathon) ist eine einwöchige Wissenschaftliche Konferenz mit dem übergreifenden Thema Maschinelle Übersetzung (MÜ). Die Konferenz fand erstmals 2007 im Rahmen des EuroMatrix-Projekts an der University of Edinburgh statt.
Aufgebaut ist die Konferenz in drei Einheiten:
- Vorträge zu Grundlagen der Maschinellen Übersetzung und praktische Übungen (Lectures and Labs)
- Technische Vorträge über quelloffene Programme (Open Source Tools) und industrielle Projekte (Talks)
- Entwicklung von quelloffenen Projekten (Hacking Open Source Projects)

## Liste der Konferenzen
Zwischen 2012 und 2014 wurde der MTM vom MosesCore-Projekt ausgerichtet. Seit 2015 ist das Cracker-Projekt der Ausrichter des MTM.
| Datum          | Ort                   | Ausrichter                     |
| -------------- | --------------------- | ------------------------------ |
| April 2007     | Edinburgh, Schottland | EuroMatrix                     |
| Mai 2008       | Berlin, Deutschland   | EuroMatrix                     |
| Januar 2009    | Prag, Tschechien      | EuroMatrix                     |
| Januar 2010    | Dublin, Irland        | EuroMatrix                     |
| September 2010 | Le Mans, Frankreich   | EuroMatrix                     |
| September 2011 | Trient, Italien       | EuroMatrix                     |
| September 2012 | Edinburgh, Schottland | MosesCore                      |
| September 2013 | Prag, Tschechien      | MosesCore                      |
| September 2014 | Trient, Italien       | MosesCore                      |
| September 2015 | Prag, Tschechien      | Cracker                        |
| September 2016 | Prag, Tschechien      | Cracker                        |
| August 2017    | Lisbon, Portugal      | Unbabel                        |
| September 2018 | Prag, Tschechien      | ÚFAL                           |
| August 2019    | Edinburgh, Schottland | ÚFAL & University of Edinburgh |

## MTMA
Seit 2015 gibt es den Ableger MTMA (Machine Translation Marathon in the Americas). 
| Datum          | Ort                      | Ausrichter                                 |
| -------------- | ------------------------ | ------------------------------------------ |
| Mai 2015       | Champaign, Illinois, USA | University of Illinois at Urbana-Champaign |
| September 2016 | Notre Dame, Indiana      | University of Notre Dame                   |
| Mai 2017       | Dayton, Ohio             | 711 HPW/RHXS SCREAM Lab                    |

1. ↑  The EuroMatrix Project (Sept. 2006 - Febr. 2009)             —                  EuroMatrix Project website. In: www.euromatrix.net. Archiviert vom Original (nicht mehr online verfügbar) am 5. September 2016; abgerufen am 24. August 2016.  Info: Der Archivlink wurde automatisch eingesetzt und noch nicht geprüft. Bitte prüfe Original- und Archivlink gemäß Anleitung und entferne dann diesen Hinweis.
2. ↑  MosesCore Main/Home Page. In: www.statmt.org. Abgerufen am 24. August 2016.
3. ↑  CRACKER  — META Multilingual Europe Technology Alliance. In: www.meta-net.eu. Abgerufen am 24. August 2016.